# Liste des châteaux du Midlothian
Cette liste recense les principaux châteaux du council area du Midlothian en Écosse.

## Liste
| Nom                      | Type             | Date          | Condition               | Propriétaire                               | Localisation                            | Notes                                                                              | Image                |
| ------------------------ | ---------------- | ------------- | ----------------------- | ------------------------------------------ | --------------------------------------- | ---------------------------------------------------------------------------------- | -------------------- |
| Château de Borthwick     | Maison-tour      | 1430          | Préservé                | Transformé en hôtel                        | Gorebridge, 55° 49′ 37″ N, 3° 00′ 23″ O |                                                                                    | Borthwick            |
| Château de Crichton      | courtyard castle | XIVe siècle   | En ruines               | Historic Scotland                          | Gorebridge, 55° 50′ 26″ N, 2° 59′ 27″ O |                                                                                    |                      |
| Château de Dalhousie     | Maison-tour      | XVIe siècle   | altered                 | Transformé en hôtel                        | Bonnyrigg 55° 51′ 40″ N, 3° 05′ 14″ O   | Intègre des parties d'un château du XIIIe siècle                                   | Château de Dalhousie |
| Palais de Dalkeith       | Demeure          | XVIIIe siècle | Préservé                | Privé                                      | Dalkeith 55° 54′ 00″ N, 3° 04′ 03″ O    | Intègre des parties d'un château du XIIe siècle                                    |                      |
| Château de Hawthornden   | Maison-tour      | XVIIe siècle  | Préservé                | Privé                                      | Loanhead 55° 51′ 42″ N, 3° 08′ 24″ O    | Intègre des ruines d'un donjon du XVe siècle                                       |                      |
| Château de Melville (en) | Maison fortifiée | XVIIIe siècle | Restauré                | Transformé en hôtel                        | Dalkeith 55° 53′ 27″ N, 3° 06′ 14″ O    | Bâti sur l'emplacement d'un château antérieur                                      |                      |
| Château de Newbattle     | Maison fortifiée | XVIIe siècle  |                         | Transformé en établissement d'enseignement | Dalkeith 55° 52′ 59″ N, 3° 04′ 01″ O    | Également appelé abbaye de Newbattle car bâti sur les ruines d'une ancienne abbaye |                      |
| Château de Roslin        | Donjon           | XIVe siècle   | Partiellement en ruines | Comtes de Rosslyn - Landmark Trust         | Roslin 55° 51′ 12″ N, 3° 09′ 38″ O      |                                                                                    |                      |